# Monica Sweetheart
Ne doit pas être confondu avec Monica Sweet.
Monica Sweetheart, née Monika Listopadová le 23 juin 1981 à Beroun (République tchèque), est une actrice pornographique tchèque.

## Biographie
Monica Sweetheart commence sa carrière dans le porno en 2000, juste après ses 18 ans. Sa performance dans le film Buttman's Anal Show 2 la rend populaire. Elle parle un anglais presque parfait ce qui lui donne un avantage sur beaucoup d'autres actrices européennes. Elle s'est récemment installée en Californie. Elle a presque 360 films à son actif.
Elle était amie avec la star du porno Lea De Mae, qui l'a introduite dans le milieu et qui est décédée tragiquement d'une forme agressive d'un cancer du cerveau en décembre 2004 . À 18 ans, elle est apparue avec les actrices tchèques Lea De Mae , Silvia Saint et Daniella Rush (les 4 filles ensemble étaient connues sous le nom de "Dream Team") dans le film The Academy réalisé par Frank Thring.
Monica Sweetheart fut introduite dans le marché du X par l'actrice .
Monica Sweetheart a commencé à diriger des films porno pour sa firme de production Zero Tolerance. Elle dirige et apparaît dans une série appelée Monica Sweethearts.
En 2006, elle joue dans une série télé belge Willy's en Marjetten.

## Récompenses et nominations
- 2005 : AVN Award, nomination – Best Group Sex Scene – Video – Eye of the Beholder (with Jessica Drake, Lezley Zen, and Tommy Gunn)
- 2004 : AVN Award, nomination – Female Foreign Performer of the Year
- 2004 : XRCO, Nommée :  the Best Group Scene Award "Eye of the Beholder"
- 2001 : FICEB Awards, "(Ninfa 2001 a la mejor Actriz de reparto (Best Supporting Actress por Face dance obsession)"